# TYC 5778-594-1
TYC 5778-594-1은 메시에 73 성단에서 가장 어두운 항성으로, K형 주계열성에 속한다. 동반성이 존재한다.

## 분광형 입증의 어려움
준거성으로 추정되나, 해당 항성의 자세한 형태에 대한 공신력 있는 연구나 관측은 일절 이루어지지 않았다.

### 내용 주
- 표면 옫도는 Gaia DR3에 표면 온도가 존재치 않아 J-K 색 지수로 계산했다.(성간 적색화 보정됨.)

### 참조 주
1. ↑  “By Name | NASA/IPAC Extragalactic Database”. 2025년 7월 24일에 확인함.